# Kaňon Čaryn

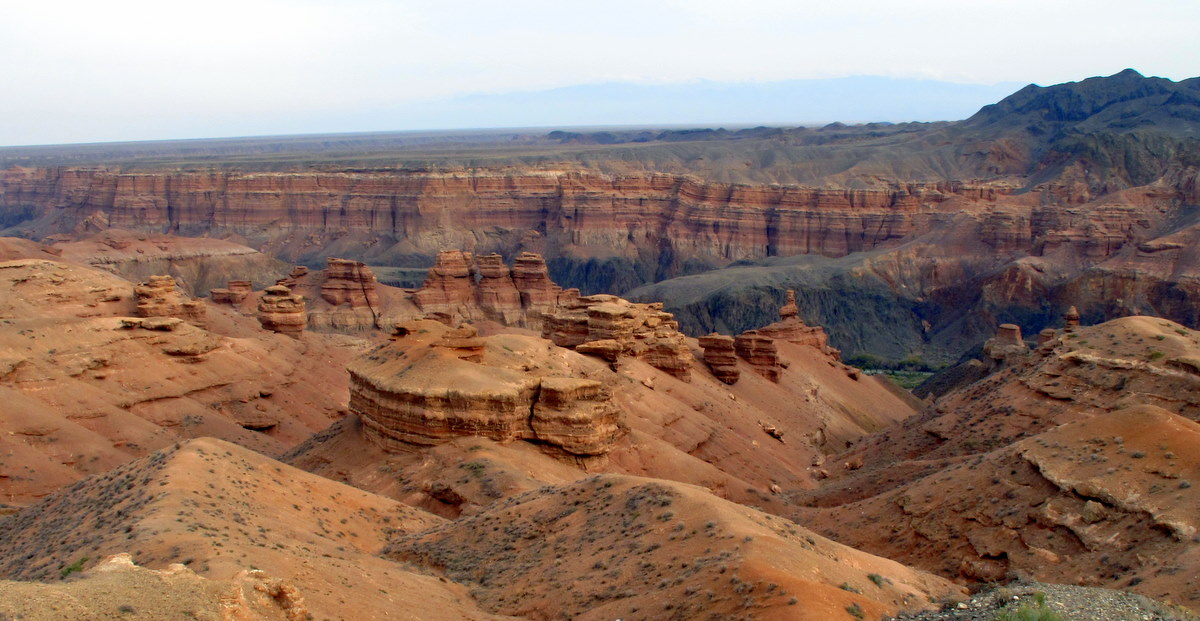
Kaňon Čaryn

Kaňon Čaryn (kazašsky Шарын шатқалы) je kaňon na řece Čaryn v Kazachstánu, 200 km východně od Almaty, v provincii Almaty, poblíž čínských hranic. Je považován za asijský Grand Canyon.

## Popis
Kaňon je cca 90 kilometrů dlouhý, samotná řeka Čaryn je dlouhá 394 km. Pramení v pohoří Ťan Šan (Nebeské hory), které se táhnou polopouštní aridní krajinou až k Almaty. Samotný kaňon má hloubku mezi 150–300 metry. V roce 2004 byla celá oblast kaňonu rozkládající se na území okresů Uygur, Raiymbek a Enbekshikazakh almatské provincie zahrnuta do nově vytvořeného Národního parku Čaryn.

## Původ názvu
Někteří vědci myslí, že název řeky je odvozen od ujgurského slova „Sharyn“, což znamená strom jasan. Existuje také další interpretace, že se jedná o derivát tureckého kořenového slova „Char“, což znamená propast – precipice. Obě tyto interpretace odpovídají pomístním podmínkám, neboť terén je strmý a v údolí rostou jasany.

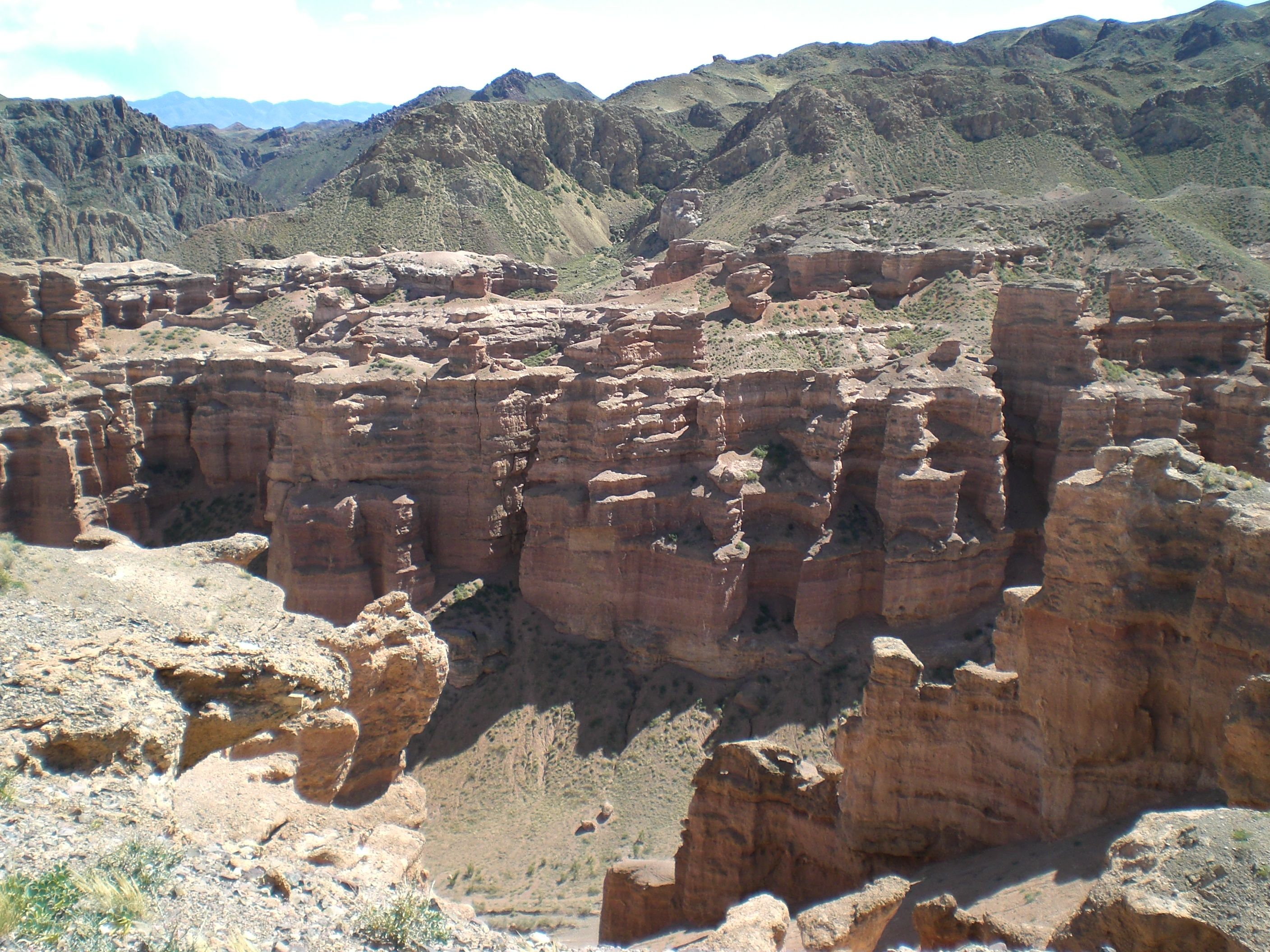
Kaňon Čaryn

## Geologický popis
Kaňon byl kromě působení vodní eroze řeky Čaryn dotvořen i atmogenním zvětráváním usazeného červeného a žlutého pískovce, což vedlo k vytvoření nejrůznějších skalních útvarů a stěn.

## Rozdělení kaňonu
Kaňon Čaryn se skládá z 5 hlavních odlišných částí: Údolí hradů (nejoblíbenější část kaňonu Charyn, Dolina Zamkov ), který je 3 kilometry dlouhý a 100 metrů hluboký. Další je kaňon Temirlik, žlutý kaňon, červený kaňon a kaňon Bestamak. Plus je tu řada dalších menších kaňonů a traktů, například kaňon Kurtogay a trakt Tazbas.
Některé útesy kaňonů připomínají konkrétní postavy, a proto se jim říká třeba Čarodějnická rokle nebo Roklina duchů.

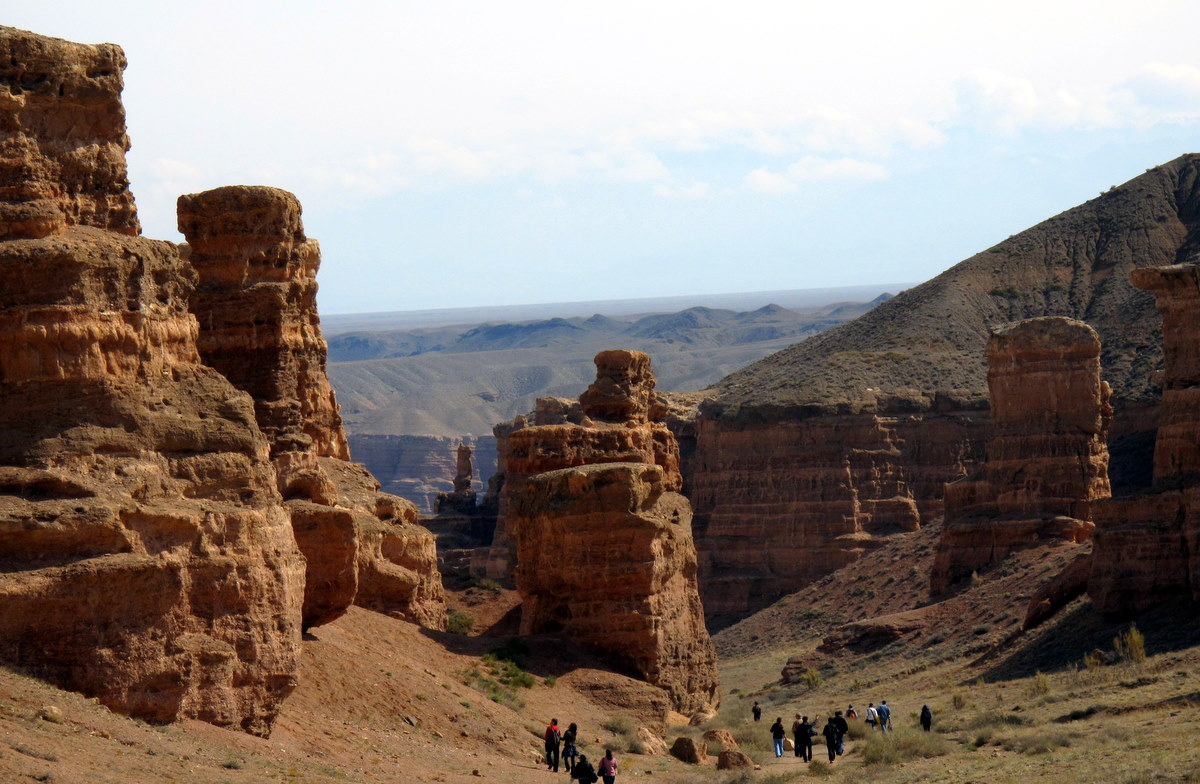
Kaňon Čaryn

## Přístupnost
Z Almaty je možné přijet k jednomu ze vstupů do kaňonu po hlavní silnici, která prochází vesnicemi Chilik, Baiseit a Kokpek. Z poslední obce vede značená silnice k parkovací ploše u kaňonu a již prochází národním parkem Čaryn. Z parkoviště vede stezka přímo do kaňonu, kde je cesta v délce cca 3 km vede i nejrůznějšími soutěskami s roztodivnými a zajímavými skalními útvary tvořenými zvětráváním zejména červeného a žlutého pískovce. Další cesta z parkoviště vede do oblasti, kde jsou malebné výhledy na centrální část kaňonu. Kaňon je přístupný vzhledem ke klimatu bez větších obtíží téměř po celý rok.

## Další přírodní zajímavosti
Tzv. Relic Forest nazývaný rovněž Sogdian Ash se rozkládá cca 20 kilometrů daleko z hlavní části kaňonu. Jedná se o pozůstatky lesa, který tu vyrostl po poslední době ledové. V roce 1964 tu byla vytvořena přírodní rezervace, která chránila jeden z posledních lesů tohoto typu na světě. Dnes je součástí Národního parku Čaryn. Kromě jasanu jsou stromové porosty v kaňonu tvořeny vrbami, topoly a dřišťály.